# Centro Comercial Torrecárdenas
El Centro Comercial Torrecárdenas es un centro comercial situado en la ciudad española de Almería, frente al Hospital Universitario Torrecárdenas, que fue inaugurado el 26 de octubre de 2018.

## Historia
El complejo comercial fue inaugurado el 25 de octubre de 2018, la apertura provocó el cierre de algunas tiendas en el centro de la ciudad, como es el caso de H&M.
En 2019 el Ayuntamiento de Almería y el propio centro comercial recibieron el Guinness World Records a la alfombra roja más larga del mundo, de 6,358 km, que iban desde la Plaza de la Catedral hasta el propio centro comercial, superando al anterior récord registrado en Gera, Alemania en 2014, con 5,350 km. Gracias a esto ganó el premio a la mejor campaña de marketing convocado por la AAEC.

## Accesos

### Autovía
- A7: Salida Carretera de Ronda (446).

### En autobús
|                                                                                      | Surbus Ir a la base de datos        | Surbus Ir a la base de datos | Surbus Ir a la base de datos | Surbus Ir a la base de datos | Surbus Ir a la base de datos |
| Línea                                                                                | Trayecto                            | Horario 1 Laborables         | Horario 2 Sábados            | Horario 3 Festivos           | Frecuencia 1/2/3             |
| ------------------------------------------------------------------------------------ | ----------------------------------- | ---------------------------- | ---------------------------- | ---------------------------- | ---------------------------- |
|                                                                                      | Rambla-Villablanca-CC Torrecárdenas | 6:50 a 22:40                 | 6:50 a 22:40                 | 7:05 a 22:20                 | 15´/15´/ 25´                 |
|                                                                                      | Los Molinos-CC Torrecárdenas        | 7:00 a 22:25                 | 7:00 a 22:25                 | (sin servicio)               | 60´/60´/ SS                  |
| - La frecuencia y el horario se refire a: Laborables / Sábados / Domingos y festivos |                                     |                              |                              |                              |                              |

## Establecimientos

### Tiendas

#### Moda y accesorios
- Detallazo
- Joya Diseño
- Mango
- Springfield
- Primark
- Sfera
- H&M
- Jack & Jones
- Inside
- Calzedonia
- Intimissimi
- Time Road
- Encuentro Modas
- Women´s Secret
- Massimo Dutti
- Oysho
- Lefties
- Pull & Bear
- Stradivarius
- Zara
- Bershka
- Deichmann
- Mayoral
- RKS
- Punto Roma
- La Casa de las Medias
- Müso
- Hawkers
- Misako
- Merkal Calzados
- Álvaro Moreno
- JD
- Adidas

#### Hogar
- Leroy Merlin
- Zara Home
- Ikea Diseña
- MaxColchon

#### Alimentación
- Mercadona
- Regaliz
- Lovit

#### Deporte
- Foot Locker
- Adidas
- Décimas
- JD Sports
- Sprinter
- Base
- Nike

#### Belleza
- Druni
- Primor

#### Tecnología y servicios telefónicos
- Game
- Media Markt
- Orange
- The Phone House
- Vodafone
- Xiaomi
- Movistar
- Monster Phone
- Yoigo

#### Otros
- Centros Único
- Solóptica
- Alain Afflelou
- Filmañas
- Ebanni
- Kiwoko
- Diva Nails & Beauty
- General Óptica
- La Casa de las Carcasas
- Eureka Kids
- Farmacia
- Juguettos
- Friking

### Restauración
- Llao Llao
- Foster´s Hollywood
- La Tagliatella
- McDonald´s
- Taco Bell
- Dunkin Coffee
- Muerde la Pasta
- The Good Burger
- Udon
- Luxury Food
- KFC
- PadThaiWok
- Rolls & Co
- Pomodoro
- 100 Montaditos
- Blue Mountain Coffee
- La Dulce Alianza
- Starbucks

### Ocio
- Ilusiona [5]
- Yelmo Cines[6]